# Eight (Def Techのアルバム)
『Eight』（エイト ）は、Def Techが2016年7月6日にリリースした8枚目のオリジナルアルバムである｡

## タイトルの意味
タイトルになっている「8」の数字は、Micro曰く、永遠を表す数字であり、その意味でネーミングに使われている。今作は、"気持ちが落ち込んだ時などに聴くことで励ましてもらえれば"とのメッセージ性が強く、その励ましがいつまでも永遠に続くようにとの想いからこのタイトルになった。

## 収録曲
1. LOL
曲名は、歌詞の中でも叫んでる「Laugh out loud !!」の意味。日本語の「（笑）」と同じ意味で、受け流すように軽く笑い飛ばすような動作を指す。
2. Journey
アルバム発売のちょうど1週間前に当たる2016年6月29日の16時ごろ、プロモーションとしてアルバムの中では最初に公式YouTubeにてPVが公開される[3]。しかし数時間もしない間に、原因不明のエラーにより動画が視聴不可になり、再生ページでも「非公開」となってしまうトラブルに見舞われる。結局、動画は7月1日に改めて再アップロードされる[4]も、トラブルが起きている間、急遽29日の夜に4曲分だけ視聴可能のプレ動画が公開される[5]。なお、このプレ動画の約3分に及ぶ「Journey (Tropical Juice Mix)」以外の全曲が視聴できる完全版は、予定通り発売日前日の7月5日に公開された[6]。
3. Town & Country
4. SK8 'N' LOVE
読み方は、「スケート アンド ラブ」。[7]
5. The Force
6. Booty Clap
7. Vacation
8. One Hope
9. Journey (Tropical Juice Mix)
10. Shaka! 
曲名は、ハワイで挨拶代わりに行われる、親指と小指だけを突き出して、その他の指を握りしめるポーズを指す。このシャカのポーズは、感じの良いある人が、ノースショアに行くときに、通りすがりの人や車に「ALOHA」と挨拶をする際、その人の指3本無かった。それを見てカッコ良いと感じた人々がそれをまねするようになり、シャカのポーズができたという伝説が由来となっている[8]。